# Молсворт, Роберт, 1-й виконт Молсворт
Роберт Молсворт, 1-й виконт Молсворт (англ. Robert Molesworth, 1st Viscount Molesworth; 7 сентября 1656 — 22 мая 1725) — англо-ирландский политик, пэр и писатель.

## Биография
Родился 7 сентября 1656 года в Дублине (Ирландия), через четыре дня после смерти своего отца . Он происходил из старинной семьи Нортгемптоншира. Сын Роберта Молсворта (? — 1656) и Джудит Бисс. Его отец Роберт был сторонником Кромвеля, который разбогател в Дублине, в основном снабжая армию Кромвеля. Его мать Джудит Бесс позже вновь вышла замуж за сэра Уильяма Тичборна из Болье. Вероятно, его воспитывала семья его матери, Биссы, в Брэкенстауне, недалеко от Сордса, графство Дублин. Роберт Молсворт получил образование в Тринити-колледже Дублинского университета.
Член Тайного совета Ирландии в 1679, 1702-1713 годах. 7 мая 1689 года он был лишен прав ирландским парламентом короля Якова II как сторонник Вильгельма Оранского. Роберт Молсворт-младший поддерживал Вильгельма Оранского и был назначен послом Англии в Дании (1689—1692).
Роберт Молсворт заседал в Ирландской палате общин от графства Дублин (1695—1703) и Сордса (1703—1715), в Палате общин Англии (с 1707 года Великобритании) от Кэмелфорда (1695—1698), Лоствитхила (1705—1706), Ист-Ретфорда (1706—1708) и Митчелла (1715—1722).
16 июля 1716 года для Роберта Молсворта были созданы титулы 1-го виконта Молсворта из Сордса в графстве Дублин (Пэрство Ирландии) и 1-го лорда Молсворта в графстве Кингс (Пэрство Ирландии), став членом Палаты лордов Ирландии.

## Семья

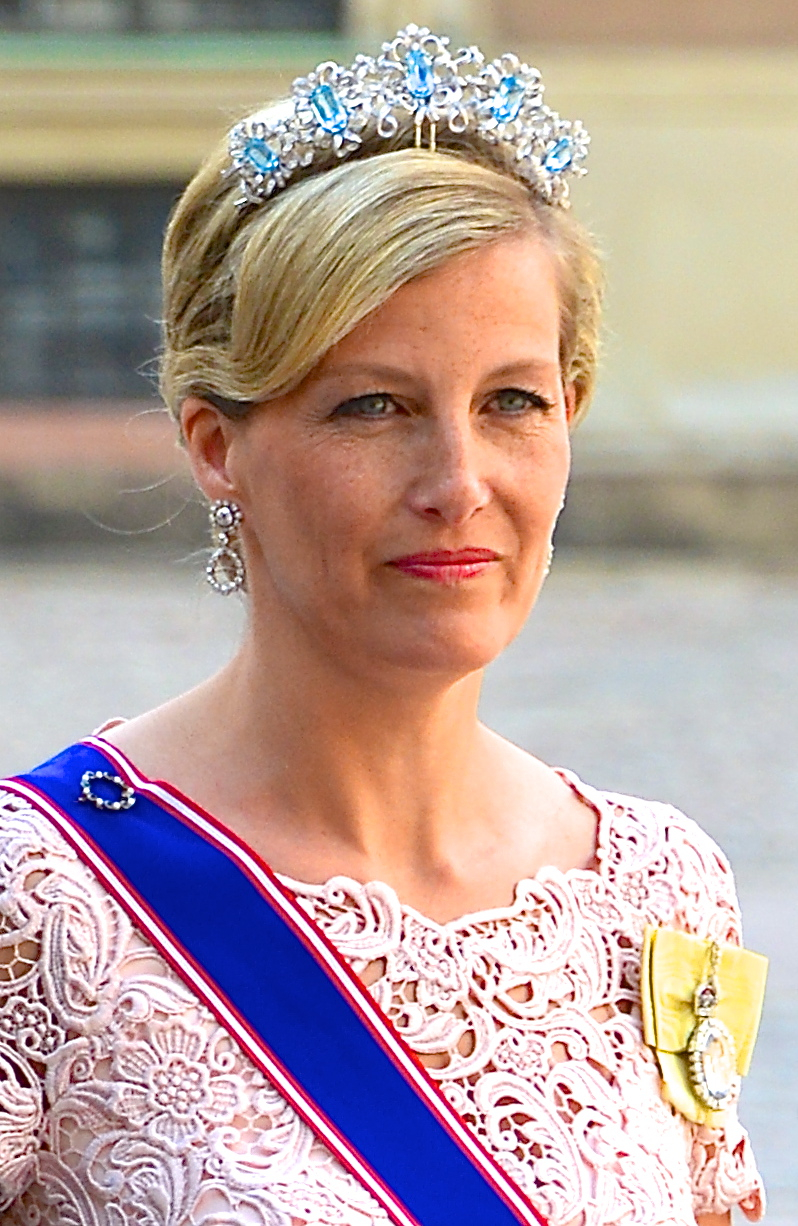
Прямым потомком Роберта Молсворта, 1-го виконта Молсворта, является Софи, герцогиня Эдинбургская, внучка Маргарет Патрисии Молсворт (1904—1985)

16 августа 1676 года Роберт Молсворт женился на достопочтенной Летиции Кут (? — 17 марта 1729), дочери Ричарда Кута, 1-го лорда Кута, и Мэри Сент-Джордж. У супругов было одиннадцать сыновей и шесть дочерей:
- Джон Молсворт, 2-й виконт Молсворт (4 декабря 1679 — 17/18 февраля 1725/1726)[2], старший сын и преемник отца. Он был женат на Мэри, дочери Томаса Миддлтона, от брака с которой у него была посмертная дочь Мэри, которая вышла замуж за политика Фредерика Гора
- Фельдмаршал Ричард Молсворт, 3-й виконт Молсворт (1680/1 — 12 октября 1758)[2]. Адъютант Джона Черчилля, 1-го герцога Мальборо в битве при Рамилле, где он спас жизнь герцогу. Позже он стал генералом и дослужился до фельдмаршала.
- Достопочтенный Роберт Молсворт I
- Капитан Достопочтенный Уильям Молсворт (1688 — 6 марта 1770), депутат Ирландской палаты общин. Был женат Энн, старшей дочери Роберта Адэра, эсквайра из Холибрук, графство Уиклоу. Его сын Роберт стал 6-м виконтом Молсвортом.
- Майор Достопочтенный Эдвард Молесворт (ок. 1689 — 29 ноября 1768). Женился в первый раз в сентябре 1718 года на Кэтрин Миддлтон, дочери Томаса Миддлтона, от которой у него был сын Роберт. Эдвард женился во второй раз на Мэри Ренуар и имел сына Джона.
- Достопочтенный Кут Молсворт I (род. ок. 1689)
- Достопочтенный Роберт Молсворт II (род. ок. 1692)
- Достопочтенный Уолтер Молсворт (после 1692—1773). У него остались дети.
- Достопочтенный Кут Молсворт II (1698 — 9 ноября 1782)
- Достопочтенный Бисс Молсворт (1700 — ноябрь 1779). Женился в 1731 году на Элизабет Коул, сестре Джона Коула, 1-го барона Маунтфлоренса и вдове Эдварда Арчдалла, эсквайра из замка Арчдалл, графство Фермана.
- Достопочтенный Роберт Молсворт III (род. ок. 1702, умер в возрасте около 10 лет от оспы)
- Достопочтенная Джулиана Молсворт (умерла незамужней в 1759 году)
- Достопочтенная Маргарет Молсворт (1677—1684)
- Достопочтенная Мэри Молсворт (1682—1716), красавица и поэтесса. Вышла замуж за Джорджа Монка, эсквайра из Дублина.
- Достопочтенная Летиция Молсворт I
- Достопочтенная Шарлотта Амелия Молсворт (род. ок. 1691). Вышла замуж за капитана Уильяма Тичборна, младшего сына Генри Тичборна, 1-го барона Феррарда.
- Достопочтенная Летиция Молсворт II (7/8 марта 1697—1758). Вышла замуж за Эдварда Болтона, эсквайра из Бразила, графство Дублин.

У Роберта, по-видимому, также был внебрачный сын:
- Джон Филлипс из Сордса (1711—1779), хирург, женат на Генриетте Экклстон, которая сама была талантливой художницей, дочерью Джона Экклстона из Термонфекина и его жены Элизабет. У них были сын и две дочери.

## Смерть и наследование
1-й виконт Молсворт скончался в Дублине 22 мая 1725 года в возрасте 69 лет и был похоронен в Свордсе. Его вдова Летиция умерла «от сильной простуды» в День Святого Патрика 1729 года и была похоронена в частном порядке в церкви Святого Одоена в Дублине. Их старший сын Джон стал 2-м виконтом Молсвортом в 1725 году.